# 대송중학교 (울산)
대송중학교(大松中學校)는 대한민국 울산광역시 동구 화정동에 있는 공립 중학교이다.

## 학교 연혁
- 1993년 8월 26일 : 교사 신축 착공
- 1994년 1월 8일 : 대송중학교 설립 인가(13학급)
- 1994년 3월 7일 : 개교 및 제1회 입학식(650명)
- 1995년 8월 17일 : 전교사 완공
- 2005년 8월 19일 : 체육관 및 급식실 준공
- 2012년 3월 1일 : 수학ㆍ영어 교과교실 구축
- 2013년 4월 12일 : 수업 분석실 구축
- 2014년 3월 ~ 2016년 2월 : 교육부 요청 자유학기제 연구학교
- 2017년 3월 1일 : S/W 연구학교 지정 및 운영 (~ 2019. 02)
- 2017년 5월 12일 : 씨름장 구축
- 2023년 3월 1일 : 제18대 최대식 교장 취임
- 2023년 3월 2일 : 제30회 입학식(178명)
- 2024년 1월 8일 : 제28회 졸업식(104명, 졸업생 총 8,804명)

## 참고 자료
- 대송중학교 - 한국교육학술정보원 학교알리미